# Egy nap rock
Az Egy nap rock Sántha László és Árvay Jolán koncert-dokumentumfilmje az 1981. augusztus 22-én a Hajógyári-szigeten tartott rockfesztiválról.

## Elhangzott dalok
1. Új Skorpió – Álljatok meg
2. Edda Művek – Kölyköd voltam
3. KFT – Nem sikerül kikúrálni magam
4. Korál – Maradj velem
5. Korál – Válaszra várva
6. Mini – Játék-rock
7. P. Mobil – Rock 'n roll
8. P. Mobil – Rocktóber
9. Karthago – Lépd át a múltat
10. Hobo Blues Band – Ki vagyok én?

## Közreműködtek
Műsorvezető: Bródy János

### Új Skorpió
- Frenreisz Károly – basszusgitár, ének
- Tátrai Tibor – gitár
- Papp Tamás – dob, ütőhangszerek

### Edda Művek
- Pataky Attila – ének
- Slamovits István – gitár
- Zselencz László – basszusgitár
- Csapó György – dob, ütőhangszerek

A billentyűs Barta Alfonz sorkatonai szolgálata miatt volt távol.

### KFT
- Laár András – gitár, ének
- Bornai Tibor – billentyűs hangszerek
- Lengyelfi Miklós – basszusgitár
- Márton András – dob, ütőhangszerek

### Korál
- Balázs Fecó – billentyűs hangszerek, ének
- Fischer László – gitár
- Scholler Zsolt – basszusgitár
- Dorozsmai Péter – dob, ütőhangszerek

### Mini
- Török Ádám –  ének, fuvola
- Németh Károly – billentyűs hangszerek
- Kunu László – basszusgitár
- Lakatos László – dob, ütőhangszerek

### P. Mobil
- Schuster Lóránt – zenekarvezető, konferansz, vokál
- Tunyogi Péter – ének
- Sárvári Vilmos – gitár
- Kékesi László – basszusgitár
- Zeffer András – billentyűs hangszerek
- Mareczky István – dob, ütőhangszerek

### Karthago
- Takáts Tamás – ének
- Szigeti Ferenc – gitár, ének
- Kiss Zoltán – basszusgitár
- Gidófalvy Attila – billentyűs hangszerek
- Kocsándi Miklós – dob, ütőhangszerek

### Hobo Blues Band
- Földes László – ének
- Póka Egon – basszusgitár
- Kőrös József – gitár
- Bodonyi Attila – szájharmonika
- Pálmai Zoltán – dob, ütőhangszerek
- Deák Bill Gyula (– ének, a filmbe nem került általa énekelt dal, de a háttérben ő is látható)

Vendég: Presser Gábor – szájharmonika
A végén az East és a V' Moto-Rock neve is olvasható a stáblistán, bár az ő fellépésükről nincs felvétel a filmben.

## A fesztivál
A rendezvényt Szuperkoncert néven hirdették meg (nem tévesztendő össze a húsz évvel későbbi Illés–Metro–Omega koncerttel, amely szintén ezen a néven ismert), a néhány hónappal korábban alakult Szabadfoglalkozású Zenei Előadóművészek Szakszervezeti Bizottsága szervezte.
Az egy évvel korábban ugyanott tartott Fekete Bárányok koncert folytatásának szánták, de több okból sem sikerült megismételni az akkori élményt. A több fellépő miatt a játékidőt szigorúan korlátozták, és meghívtak olyan együtteseket is, amelyek műfaja nem illett a koncepcióba (egy részüket a közönség meg is dobálta). A legnagyobb hiányzónak a „fekete bárányok” egyike, a Beatrice számított, akiktől a fellépési lehetőséget megtagadták, nagyban hozzájárulva az együttes az évi feloszlásához.

### Fellépők
1. Új Bergendy
2. P. Box
3. Kati és a Kerek Perec
4. Új Skorpió
5. Edda Művek
6. KFT
7. Korál
8. Mini
9. Saturnus
10. V' Moto-Rock
11. East
12. P. Mobil
13. Hobo Blues Band
14. Karthago

Vendégként fellépő zenészek: Presser Gábor, Benkő László, Fenyő Miklós (egyes források Som Lajost is említik)
Műsorvezetők: Bródy János és Cintula.